# Georg Kaiser
Ej att förväxla med George Kaiser
Friedrich Carl Georg Kaiser, född 25 november 1878 i Magdeburg, Kejsardömet Tyskland, död 4 juni 1945 i Ascona, Schweiz, var en produktiv tysk dramatiker som skrev i många olika stilar, men gjorde sig bemärkt som expressionist. Vid sidan av Gerhart Hauptmann och Walter Hasenclever var han den mest framförda pjäsförfattaren i  Weimarrepubliken. Georg Kaisers mest kända pjäser är Die Bürger von Calais (1913), Von morgens bis mitternachts (1912), och en trilogi, bestående av Die Koralle (1917), Gas (1918), Gas II (1920).

## Liv
Åren 1899–1901 arbetade Kaiser som kontorist vid AEG i Buenos Aires men återvände till Tyskland efter att ha drabbats av malaria. I hemlandet var han inlagd på sanatorium flera gånger. Han gifte sig rikt 1908 och kunde leva på sin dramatik men under den allmänt svåra valutakrisen i Versaillesfredens släptåg råkade även Georg Kaiser i finansiell knipa och blev 1921 dömd till ett kortare fängelsestraff för bedrägeri. Kaiser samarbetade med kompositören Kurt Weill under sin enaktsopera Der Protagonist (1926), Der Zar lässt sich photographieren (1928) och Der Silbersee (1933). Efter musikalen Silbersee fick han yrkesförbud av det nazistiska kulturorganet Reichskulturkammer. Verk av honom brändes demonstrativt under de omfattande bokbålen i Nazityskland 1933. 1938 emigrerade han till Schweiz med sin älskarinna.

## Verk

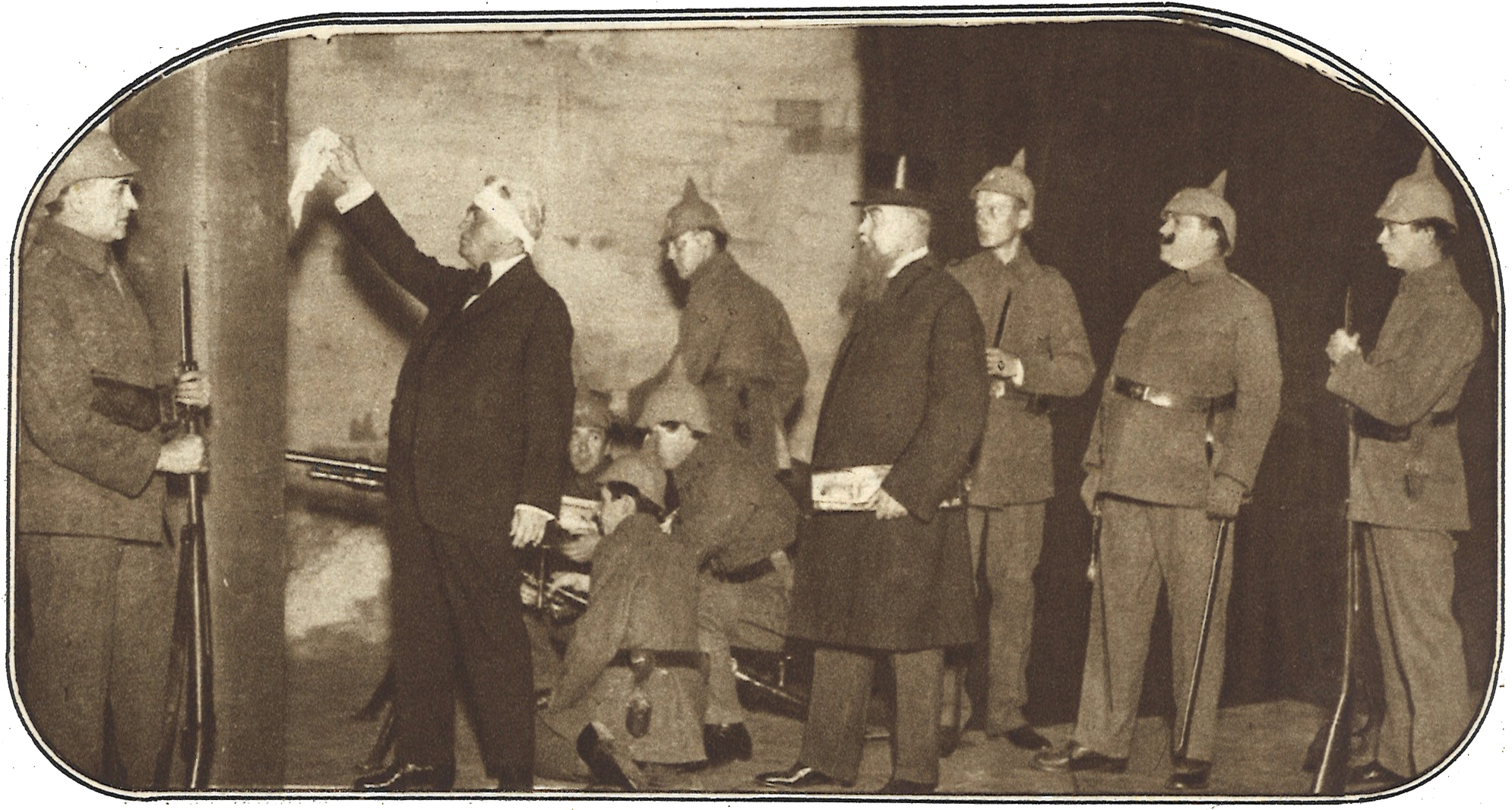
Scen ur Georg Kaisers pjäs Gas på Vasateatern i regi av Gunnar Klintberg 1925.

Die Bürger von Calais är ett historiskt antikrigsdrama skrivet strax före första världskriget 1913. Det framfördes inte förrän 1917, under krigets tredje år. Det blev en första framgång för författaren. Pjäsen är språkligt kompakt, med en dialog som innefattar ett antal känslomässiga monologer influerade av August Stramms poetiska telegramstil. Liksom Kaisers andra verk från den här perioden, märks en påverkan av Nietzsches filosofi. Det är ett expressionistiskt förvandlingsdrama där personerna företräder olika idéer. Han kallade själv sina pjäser för "tankespel", och kombinationen av idealistiskt extatiska visioner av mänsklig fullkomlighet och intellektuell formmedvetenhet är karakteristisk.
Von morgens bis mitternachts filmatiserades av Karlheinz Martin 1920 men skrevs 1912 och hade urpremiär 1917. Detta skådespel är ett av de mest återkommande uppsatta verken inom tysk teater. Pjäsen handlar om en kassör i en liten bank i W. (Weimar). Av en rik italiensk kvinna på besök blir han uppmärksam på pengars makt. Han förskingrar 60 000 tyska mark och rymmer till B. (Berlin), där han försöker få nya upplevelser genom sport, romantik och religion, men blir bara frustrerad.
Kaisers drama Nebeneinander (1923) hade premiär i Berlin 3 november 1923, regisserad av  Berthold Viertel. Med denna pjäs fjärmade sig Kaiser från expressionismen. Han använde sig av en mer realistisk, koncis och komisk dialog för att berätta historien om en idealistisk pantlånare som hamnar i 1920-talets tyska hyperinflation.     
Under sina sista år utvecklade han ytterligare den kritik av en alltmer teknologisk och kapitalistisk värld som hade funnits i pjäser skrivna efter första världskriget. Han skrev även dramatik på vers med mytologiska teman.

### Verkförteckning
- Schellenkönig (1895/1896; 1902/1903)
- Von morgens bis mitternachts (1912)
- Die Bürger von Calais (1912/1913; 1923)
- Der Fall des Schülers Vehgesack (1914)
- Rektor Kleist (1914)
- Die Koralle (1917)
- Gas (1918)
  - Gas: skådespel i två delar (översättning Harry Roeck Hansen, inledning Kjell Strömberg) (Geber, 1925)
- Die Dornfelds
- Der Protagonist (1920; 1926 libretto till en opera av Kurt Weill)
- Die jüdische Witwe (1920)
- David und Goliath (1920-tal)
- Der Zar lässt sich photographieren (1927, opera, med musik av Kurt Weill)
- Der Silbersee (1933, musik Kurt Weill)
- Der Soldat Tanaka (1940)
- Das Floß der Medusa (1940-1943)

## Utmärkelser
Hemstaden Magdeburg har uppkallat en gata efter honom, Georg Kaiser Straße. Förbundslandet Sachsen-Anhalt delar sedan 1996 ut ett litteraturpris i hans namn.